# 하태규
하태규(河泰圭, 1989년 12월 20일~)는 대한민국의 펜싱 선수로 주 종목은 플뢰레이다.
아시아 선수권 대회 개인전에서 2차례, 단체전에서 4차례 우승한 선수이며, 2018년 아시안 게임 단체전에서 금메달을 목에 걸었다.